# E.K. Lincoln

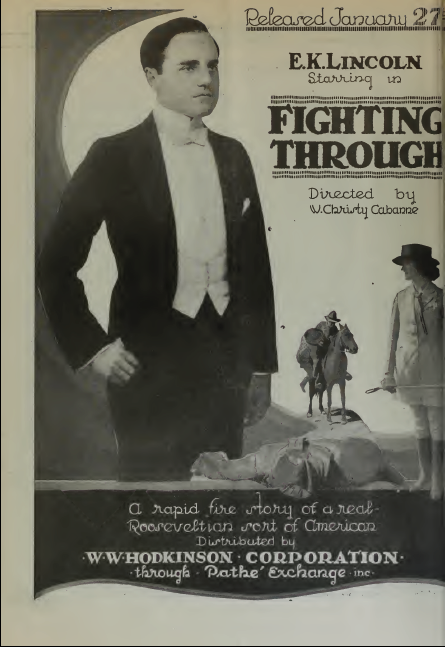
Fighting Through (1919), de William Christy Cabanne, com E K Lincoln

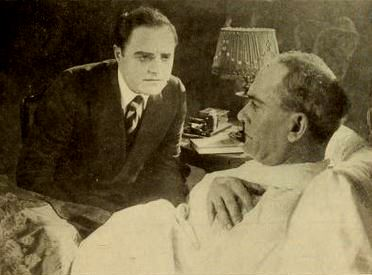
Virtuous Men (1919), com E.K. Lincoln

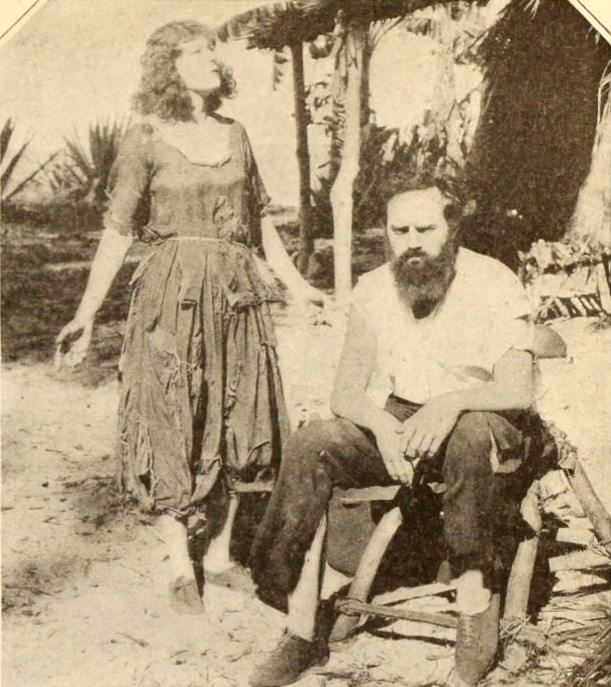
The Woman God Changed (1921), com Seena Owen e E.K. Lincoln

E. K. Lincoln (8 de agosto de 1884 - 9 de janeiro de 1958), algumas vezes creditado Edward K. Lincoln, foi um ator de cinema estadunidense da era do cinema mudo que atuou em 67 filmes entre 1912 e 1925.

## Biografia
Nasceu Edward Klink Lincoln em Johnstown, Pensilvânia, a 8 de agosto de 1884. Em 1912 fez seu primeiro filme, a comédia curta-metragem His Lordship, the Valet, para Vitagraph Studios. Atuou em vários curta-metragens pela Vitagraph, tais como The Irony of Fate (1912), ao lado de Florence Turner e Clara Kimball Young, Song of the Shell (1912), ao lado de Anita Stewart e Earle Williams, e Off the Road (1913), ao lado de Rosemary Theby. Pela Lubin Manufacturing Company atuou em Ophelia (1916). Pela Monmouth Film Corporation atuou no seriado Jimmie Dale Alias the Grey Seal (1917), talvez seu papel mais conhecido. Seu último filme foi My Neighbor's Wife (no Brasil O Nono Mandamento), em 1925, ao lado de Helen Ferguson e Herbert Rawlinson.

## E. K. Lincoln Studio
Construiu, em 1915, seu próprio estúdio cinematográfico, o E. K. Lincoln Studio, ou The Lincoln Players, em Grantwood, Fort Lee. A primeira produção do Lincoln Players foi The Fighting Chance, que Lincoln estrelou, ao lado de Violet Horner. Ainda ao lado de Horner estrelou The Girl from Alaska (1915), provavelmente também produção de seu estúdio. Entre 1916 e 1917, seu estúdio foi alugado pela Fox. Em 1920 a United States Photoplay Corporation o usou para seu filme Determination. Em 1923, Peter Jones produziu ali o filme How High Is Up?. The Film Daly referiu que em junho de 1926, foi filmado ali o primeiro episódio de Leather Pushers, de Reginald Denny.
Edward Lincoln experimentou também a direção cinematográfica, dirigindo em 1922 o filme Man of Courage.

## Vida pessoal e morte
Lincoln casou com Ada Olive Proctor (1871 – 1940), uma herdeira da fábrica de máquinas de costura Singer, que anteriormente fora casada com Charles Manning Van Heusen.
Faleceu em Los Angeles a 9 de janeiro de 1958, e está sepultado no Forest Lawn Memorial Park, em Glendale.

## Filmografia parcial
- His Lordship, the Valet (1912)
- The Irony of Fate (I) (1912)
- Song of the Shell (1912)
- Off the Road (1913)
- The Wreck (1913)
- A Million Bid (1914)
- The Littlest Rebel (1914)
- The Fighting Chance (1915)
- The Girl from Alaska (1915)
- Ophelia (1916)
- Jimmie Dale Alias the Grey Seal (1917)
- Virtuous Men (1919)
- Fighting Through (1919)
- Shadows of the Past (1919)
- The Inner Voice (1920)
- The Woman God Changed (1921)
- Man of Courage (1922)
- Little Red School House (1923)
- My Neighbor's Wife (1925)